# Beşiktaş JK
Beşiktaş Jimnastik Kulübü is een Turkse voetbalclub uit Istanboel.
De club is genoemd naar het gelijknamige stadsdeel van Istanboel en speelt sinds de oprichting van de Süper Lig in 1959 onafgebroken in de hoogste divisie. De club is opgericht in 1903 en speelt zijn thuiswedstrijden in het Vodafone Park stadion (voorheen: Vodafone Arena). De bijnaam van de club is Kara Kartallar, wat "De Zwarte Adelaars" betekent. Beşiktaş JK is een van de drie topclubs in Turkije, samen met Galatasaray SK en Fenerbahçe SK. De club werd zestien keer landskampioen, tien keer winnaar van de Turkse beker, acht keer winnaar van de Turkse supercup en elf keer winnaar van de Istanboel-competitie. In het seizoen 2017/18 kwalificeerde de club zich voor de achtste finale van de Champions League; ze eindigden als eerste (en tot nu toe enige) Turkse club ongeslagen eerste in de groepsfase van het Kampioenenbal.

## Geschiedenis

### Oprichting
Beşiktaş werd in maart 1903 opgericht onder de naam Beşiktaş Bereket Jimnastik Kulübü. In die tijd waren sportclubs en sportactiviteiten in Turkije echter verboden. Desondanks wisten 26 jonge mensen de club op te richten, waarna binnen korte tijd veel meer jongeren zich aansloten. Şamil Osman Bey was de eerste voorzitter van de club die actief was in verschillende sporten, zoals worstelen, boksen, gewichtheffen en gymnastiek. Op 3 augustus 1909 werd er een wet aangenomen die het bestaan van sportclubs accepteerde en sindsdien hoefde de club niet meer in het geheim te opereren. Op 20 januari 1910 werd de club officieel opgericht onder de naam Beşiktaş Ottoman Jimnastik Kulübü en Sükrü Pasha werd de nieuwe voorzitter. Hiermee werd Beşiktaş de eerste officieel geregistreerde sportclub in Turkije. In die tijd waren er twee voetbalclubs in de wijk Beşiktaş in Istanboel, namelijk "Validecesme" en "Basiret".
Zowel de leiding van Beşiktaş als van deze twee verenigingen vonden het verstandig samen te gaan werken, wat in 1911 geschiedde. Voetbal werd vanaf dat moment al snel de belangrijkste sport binnen de vereniging. Şeref Bey was de eerste trainer van de club van 1911 tot 1925. Met 14 jaar is hij de langstzittende trainer ooit bij Beşiktaş. Toen Beşiktaş werd opgericht speelde het in rood-witte tenues, dezelfde kleuren die ook aanwezig zijn in de vlag van Turkije. Na de Balkanoorlog in 1912 en 1913 verloor het Ottomaanse Rijk veel van zijn territorium in de Balkan. Onder de slachtoffers waren ook enkele sporters die lid waren van Beşiktaş. Beşiktaş besloot de clubkleuren aan te passen naar zwart-wit om te rouwen en de verliezen te verwerken. Men zou de kleuren weer terugbrengen naar de originele staat wanneer de Turken de verloren gebieden weer heroverd hadden. Aangezien dit nooit gebeurde zijn de kleuren nog altijd zwart-wit.
De bijnaam "De Zwarte Adelaars" kreeg de club naar aanleiding van de kampioenswedstrijd in het amateurkampioenschap van Istanboel in het seizoen 1932/1933. Beşiktaş speelde in een onderling duel tegen Fenerbahçe en moest winnen om kampioen te worden, anders zou de titel naar Fenerbahçe gaan. Ondanks dat een dag voor de grote wedstrijd de grondlegger van Beşiktaş, Şeref Bey, overleed, ging de wedstrijd gewoon door. Om hem zijn laatste eer te bewijzen speelde de club in compleet zwarte tenues. Ondanks dat de wedstrijd in 0-0 eindigde en de club geen kampioen werd, werd gezegd dat ze aanvielen als adelaars. Dat in ogenschouw nemend in combinatie met het tenue in die wedstrijd leverde de bijnaam op. Beşiktaş is een van de weinige club die toestemming heeft van de Turkse voetbalbond om een Turkse vlag in het logo te hebben. Dit omdat de club het nationale elftal van Turkije vertegenwoordigde in een interland tegen Griekenland op 16 mei 1952.

### Jaren 50: het eerste kampioenschap
In het seizoen 1956-57 wordt de club eerste in de Federasyon Kupası, nu beter bekend als de Süper Lig. In de rangschikking was de club 1ste met 17 punten, wat 3 punten meer was dan Galatasaray dat zich op de 2de plaats bevond. Dit was zowel het eerste kampioenschap voor Beşiktaş. Het jaar daarna in het seizoen 1957-58 werd de club voor de tweede keer kampioen, door in de finale Galatasaray twee keer met 1-0 te verslaan. In 1958-59 mocht de club zo dus uitkomen in de Europacup I. In de voorronde won de club tegen Olympiakos Piraeus, omdat de tegenstander zich terugtrok van de beker. In de eerste ronde verloor de club dan toch tegen de iets sterkere Atlético Madrid, met 0-2 en 1-1 scores. In 1959-1960 werd de club kampioen in de Milli Lig, nu beter bekend als Süper Lig. Met 60 punten, 5 punten minder dan de kampioen, werd Fenerbahçe gerangschikt op een 2de plaats.

### Jaren 80
In het seizoen 1980-81 is de club 5de geworden. In het seizoen 1981-1982 werd de club voor de vierde keer kampioen met 1 punt meer dan Trabzonspor. In het seizoen 1984-85 werd de club tweede met evenveel punten als Fenerbahçe. Omdat Fenerbahçe dat seizoen een beter doelpuntensaldo had, miste Beşiktaş nipt het landskampioenschap. In 1985-86 werd de club dan toch voor de 5de keer kampioen met 7 punten meer dan de tweede. Zo kreeg de club ook meteen de eerste ster op het logo. Het seizoen daarna miste de club weer net het kampioenschap, met 1 punt minder dan Galatasaray. In 1987-88 kwam onder leiding van voorzitter Süleyman Seba, Gordon Milne de ploeg trainen. Maar weer werd de club tweede achter Galatasaray met 12 punten minder. Ook in het seizoen 1988-89 werd de club 2de geplaatst op de rangschikking, met 10 punten minder dan Fenerbahçe. Toch werd de club na lange tijd in het seizoen 1989-1990 kampioen met 5 punten voor Fenerbahçe, die dat seizoen eindigde op een tweede plaats. Tevens werd voor de eerste keer de 'dubbel' gehaald: zowel het kampioenschap als de Turkse beker.

### Jaren 90
In het seizoen 1990-91 werd de club kampioen voor de 9e keer, met 5 punten meer dan Galatasaray SK. In Europa deed de club het dat seizoen echter wel slecht. Het verloor meteen in de eerste ronde van de Europacup I tegen de Zweedse club Malmö FF, met 2-3 en 2-2 scores. In het seizoen 1991-1992 werd de club voor het tiende keer kampioen en deze keer met 5 punten meer dan Fenerbahçe SK. De club verloor dat seizoen geen enkele wedstrijd. Maar in Europa werd de club weer meteen uitgeschakeld. Deze keer verloor de club tegen PSV, met scores van 1-2 en 1-1. In 1992-93 werd de club 2de met dezelfde hoeveelheid punten als kampioen Galatasaray. Omdat Galatasaray een betere doelsaldo had miste Beşiktaş weer nipt het kampioenschap. In de Turkse beker deed de club het deze keer wel goed. Maar net verloor de club, in de finale weer van Galatasaray. In 1994-95 werd de club weer kampioen met 79 punten. In 1996-97 eindigde de club de competitie op een 2de plaats. In de beker wist Beşiktaş wel de halve finales te bereiken. Daar verloor de club uiteindelijk van Kocaelispor, met 0-1 maar wist thuis wel met 2-1 te winnen, ook al was deze score niet genoeg om de ploeg voor de finale te plaatsen. In het seizoen 1997-98 werd de club na een slecht seizoen geplaatst op een 6de plaats. Dit seizoen wist de club wel de Turkse beker te winnen. In de halve finale schakelde de club deze keer Kocaelispor wel uit, en plaatste zich zo in de finale, waar het moest opnemen tegen Galatasaray. Omdat er in de eerste wedstrijd 1-1 gelijk werd gespeeld moesten de twee ploegen het nog eens tegen elkaar opnemen. Ook de tweede wedstrijd eindigde met een 1-1-score, en er moest dus een winnaar komen van de strafschoppenserie. Daar won Beşiktaş met 4-2 wist zo winnaar te worden van de Turkse beker. In 1998-99 werd de club 2de met 77 punten. Dit was 1 punt minder dan kampioen Galatasaray. Ook in de Turkse beker verloor de club in de finale tegen Galatasaray met een 0-2 score. In het seizoen 1999-2000 werd de club weer tweede achter Galatasaray met 75 punten. Ook in de Turkse beker deed de club het niet goed. Beşiktaş werd uitgeschakeld in de 3de ronde met een 0-1 score tegen Çanakkale Dardanelspor.

### 2000-2009
In het seizoen 2002/03 werd de Roemeen Mircea Lucescu trainer van deze club. Na de trainersverandering kocht de club ook vele nieuwe spelers zoals; Sergen Yalçın, Pascal Nouma en Daniel Pancu. In de competitie werd de club kampioen met 85 punten, dit was 8 punten meer dan Galatasaray SK dat op de 2de plaats stond. De Turkse voetbalbeker was niet al te goed voor Beşiktaş. De club werd uitgeschakeld in de kwartfinale tegen Gençlerbirliği SK. De club mocht zo naar de UEFA Champions League, maar dit was niet zo een succes. Beşiktaş werd uitgeschakeld in de groepsfase, en ging naar de UEFA Cup. Ook daar werd meteen in de eerste wedstrijd de club uitgeschakeld. Dit was in de 3de ronde tegen de Spaanse club Valencia CF.
In het seizoen 2008-2009, het jaar dat de finale van de Uefa-cup in Istanboel werd gespeeld, werd Beşiktaş voor de tweede keer winnaar van de 'dubbel': het kampioenschap, met Sivasspor op de tweede plaats, én de Turkse beker, door op 13 mei in de finale met 4-2 van Fenerbahçe te winnen. De grote regisseur op het middenveld was de Duitser Fabian Ernst. Het vervolg in de Championsleage viel tegen, ondanks dat van Manchester United werd gewonnen. Met 4 punten uit 6 wedstrijden eindigde het onderaan in de poule.

### 2010-
In het seizoen 2010-2011 werd er in Europa en over de hele wereld veel gesproken over Beşiktaş, wegens bekende transfers zoals; Ricardo Quaresma, Guti Hernández en Roberto Hilbert. Ook wilden de supporters een trainer met veel ervaring, de voorzitter bracht zo dus Bernd Schuster aan de leiding van de ploeg, zo waren de verwachtingen dus hoog. In de eerste helft van het seizoen vond de club zich op een 5de plaats, dus moest het dringend iets doen om mee te doen voor de kampioenschap. Zo versterkte de club zich weer met een paar bekende voetballers, zoals Hugo Almeida en Manuel Fernandes, in de hoop mee te kunnen doen voor het kampioenschap. Ook dat bleek geen goede zet te zijn: na 34 speeldagen stond de club weer op de 5de plaats. In het Turkse bekertoernooi wist de club wel kampioen te worden. Beşiktaş won in de finale in de strafschoppenseries 4-3 tegen Istanbul BB. Ook in Europa deed de club nog goed werk. In de Europa League-groepsfases wist de club als 2de van de groep zich te kwalificeren voor de 2de ronde, waar de club het moest opnemen tegen FC Dynamo Kiev. Daar verloor de club wel met ruime eindstanden, zoals 1-4 en 0-4. In het seizoen 2011-12 werd Tayfur Havutçu trainer van de club. In de competitie eindigde de club op een vierde plaats en mocht zo dus Spor Toto Süper Final spelen. Daar bereikte de club geen grote prestaties en bleef daardoor op een vierde plaats. In het Turkse bekertoernooi werd de club meteen in de 4de ronde uitgeschakeld door Boluspor, met een 0-1-score. In de Europa League wist de club als groepsleider zich te kwalificeren voor de laatste 32. Daar moest de club het opnemen tegen SC Braga. In Portugal wist Beşiktaş met 2-0 te winnen, maar thuis verloor de club met 0-1. Toch mocht de club door naar de volgende ronde, waar de club het moest opnemen tegen Atlético Madrid. Deze twee wedstrijden verloor de club wel met ruime scores, zoals 1-3 en 0-3. In het seizoen 2012-13 kreeg de ploeg straf van de UEFA en mocht zo dus een jaar niet meedoen in een Europese beker. In de competitie eindigde de ploeg op een 3de plaats, met 3 punten minder dan Fenerbahçe. Zo kwalificeerde de club zich voor de play-offs van de Europa League in 2013-14. Later bleek dit niet door te gaan. Vanwege het omkoopschandaal in 2011 werd besloten de club voor een jaar uit het Europese voetbal te weren, Fenerbahçe werd voor twee jaar gestraft. In het seizoen 2014-2015 was de Turkse club gekoppeld aan stadionclub Feyenoord in de derde voorronde van de Champions League.
In het seizoen 2016/17 werd Besiktas voor de 15de keer in de historie kampioen van Turkije. Op zondag 28 mei 2017 won de club uit Istanbul in de 33ste en voorlaatste speelronde met 4-0 bij Gaziantepspor, waardoor het team van coach Şenol Güneş niet meer te achterhalen was voor de concurrentie. Ryan Babel, die in de winterstop werd overgenomen van Deportivo La Coruña, nam in de kampioenswedstrijd de openingstreffer voor zijn rekening. Besiktas had dit seizoen alleen wat te duchten van Istanbul Başakşehir. Die club stond tot de 18de speelronde bovenaan, maar daarna nam Besiktas de regie over van de stadgenoot.

## Erelijst
| Nationaal            |     |                                                                                                |
| Süper Lig            | 16x | 1957, 1958, 1960, 1966, 1967, 1982, 1986, 1990, 1991, 1992, 1995, 2003, 2009, 2016, 2017, 2021 |
| Turkse voetbalbeker  | 11x | 1975, 1989, 1990, 1994, 1998, 2006, 2007, 2009, 2011, 2021, 2024                               |
| Turkse supercup      | 10x | 1967, 1974, 1986, 1989, 1992, 1994, 1998, 2006, 2021, 2024                                     |
| President cup        | 7x  | 1967, 1974, 1986, 1989, 1992, 1994, 1998                                                       |
| İstanbul Futbol Ligi | 13x | 1924, 1934, 1939, 1940, 1941, 1942, 1943, 1945, 1946, 1950, 1951, 1952, 1954                   |

## Clubcultuur

### Tenue

#### Sponsoren
| Jaartal   | Fabrikant | Shirtsponsor |
| --------- | --------- | ------------ |
| 1988      | adidas    | Toshiba      |
| 1988–1998 | adidas    | Beko         |
| 1998–2001 | Reebok    | Beko         |
| 2001–2004 | Puma      | Beko         |
| 2004–2005 | Puma      | Turkcell     |
| 2005–2009 | Umbro     | Cola Turka   |
| 2009–2011 | adidas    | Cola Turka   |
| 2011–2014 | adidas    | Toyota       |
| 2014–2020 | adidas    | Vodafone     |
| 2020–     | adidas    | Beko         |

### Supporters
De supportersgroep van Beşiktaş de luidste groep van het land. De groep is bekend met de naam Çarşı en hun slogan is Çarşı, her şeye karşı! wat Çarşı is tegen alles betekent. Deze groep is opgericht in het jaar 1982, en is meestal te vinden bij de Kapalı Tribune van het stadion. Hoewel Çarşı de bekendste supportersgroep is van Beşiktaş bestaan er nog veel andere.

### BJK TV
Beşiktaş Televizyonu of BJK TV werd uitgeroepen op 19 april 2005, en is de televisiezender van de club. Na Galatasaray en Fenerbahçe is Beşiktaş de derde club in Turkije die een eigen televisiezender heeft. In 2008 werd de zender voor een korte periode stilgelegd. Doğan Holding die eveneens eigenaar is van de zender, heropende de zender pas op 20 januari 2011.

## Stadion

### BJK Inönüstadion
Dit stadion is geopend in het jaar 1947 en is ook nog eens vernieuwd in 2004. Sinds 1952 werd dit stadion Mithatpaşa genoemd. In 1973 werd de naam veranderd naar Dolmabahçe. Maar ook dit werd veranderd, deze keer was het Inönüstadion. Het stadion had in totaal 32.000 zitplaatsen te bieden. Het stadion werd gesloten op 11 mei 2013, omdat er een nieuw stadion zou worden gebouwd voor de club.

### Vodafone Park
In mei 2013 werd bekendgemaakt dat er een nieuw stadion zou worden gebouwd op de plaats van het BJK Inönüstadion. Dit stadion kreeg een capaciteit van 41.903 zitplaatsen. Ook zijn er 147 loges, een parking met capaciteit voor 350 wagens en 2150 VIP-zitplaatsen.

## Eerste elftal

### Selectie
| Nr.           | Nat.               | Naam                    | Sinds      | Contract   | Vorige club         |
| Doelmannen    | Doelmannen         | Doelmannen              | Doelmannen | Doelmannen | Doelmannen          |
| ------------- | ------------------ | ----------------------- | ---------- | ---------- | ------------------- |
| 1             | Vlag van Turkije   | Mert Günok              | 2021       | 2027       | Istanbul Başakşehir |
| 30            | Vlag van Turkije   | Ersin Destanoğlu        | 2018       | 2026       |                     |
| 94            | Vlag van Turkije   | Göktuğ Baytekin         | 2023       | 2027       |                     |
| 96            | Vlag van Turkije   | Emir Yaşar              | 2024       | 2028       |                     |
| Verdedigers   |                    |                         |            |            |                     |
| 2             | Vlag van Noorwegen | Jonas Svensson          | 2024       | 2025       | Adana Demirspor     |
| 3             | Vlag van Brazilië  | Gabriel Paulista        | 2024       | 2027       | Atlético Madrid     |
| 4             | Vlag van Nigeria   | Wilfred Ndidi           | 2025       | 2028       | Leicester City      |
| 14            | Vlag van Duitsland | Felix Uduokhai          | 2024       | 2025       | Augsburg            |
| 20            | Vlag van Turkije   | Necip Uysal             | 2009       | 2025       |                     |
| 24            | Vlag van Turkije   | Tayyip Sanuç            | 2022       | 2027       | Adana Demirspor     |
| 53            | Vlag van Turkije   | Emirhan Topçu           | 2024       | 2028       | Çaykur Rizespor     |
| 79            | Vlag van Turkije   | Emrecan Terzi           | 2023       | 2027       |                     |
| 93            | Vlag van Turkije   | Arda Özüarap            | 2024       | 2028       |                     |
| Middenvelders |                    |                         |            |            |                     |
| 8             | Vlag van Turkije   | Salih Uçan              | 2021       | 2026       | Alanyaspor          |
| 15            | Vlag van Engeland  | Alex Oxlade-Chamberlain | 2023       | 2026       | Liverpool           |
| 18            | Vlag van Portugal  | João Mário              | 2024       | 2025       | Benfica             |
| 23            | Vlag van Albanië   | Ernest Muçi             | 2024       | 2027       | Legia Warschau      |
| 44            | Vlag van Turkije   | Fahri Ay                | 2024       | 2028       |                     |
| Aanvallers    |                    |                         |            |            |                     |
| 7             | Vlag van Kosovo    | Milot Rashica           | 2023       | 2027       | Norwich City        |
| 9             | Vlag van Engeland  | Tammy Abraham           | 2025       | 2026       | AS Roma (gehuurd)   |
| 27            | Vlag van Portugal  | Rafa Silva              | 2024       | 2027       | Benfica             |
| 77            | Vlag van Turkije   | Can Keleş               | 2024       | 2028       | Fatih Karagümrük    |
| 91            | Vlag van Turkije   | Mustafa Hekimoğlu       | 2023       | 2027       |                     |

Laatste update: 15 september 2024

### Staf
| Functie            | Naam                | Sinds | Contract | Vorige club |
| ------------------ | ------------------- | ----- | -------- | ----------- |
| Hoofdtrainer       | Ole Gunnar Solskjær | 2025  |          |             |
| Assistent-trainers | vacant              | 2025  |          |             |
| Assistent-trainers | Serdar Topraktepe   | 2024  | 2026     |             |
| Keeperstrainer     | Hakan Çalışkan      | 2013  | 2025     |             |

Laatste update: 30 november 2024

## Overzichtslijsten

### Beşiktaş in Europa
Beşiktaş JK speelt sinds 1958 in diverse Europese competities. Hieronder staan de competities en in welke seizoenen de club deelnam:
- Champions League (13x)

1992/93, 1995/96, 1997/98, 1999/00, 2000/01, 2003/04, 2007/08, 2009/10, 2014/2015, 2016/2017, 2017/18, 2020/21, 2021/22
- Europacup I (8x)

1958/59, 1960/61, 1966/67, 1967/68, 1982/83, 1986/87, 1990/91, 1991/92
- Europa League (11x)

2010/11, 2011/12, 2013/14, 2014/2015, 2015/16, 2016/2017, 2018/19, 2019/20, 2020/21, 2024/25, 2025/26
- Conference League (2x)

2023/24, 2025/26
- Europacup II (7x)

1975/76, 1977/78, 1984/85, 1989/90, 1993/94, 1994/95, 1998/99
- UEFA Cup (11x)

1974/75, 1985/86, 1987/88, 1988/89, 1996/97, 2002/03, 2003/04, 2004/05, 2005/06, 2006/07, 2008/09

## Bekende (oud-)Zwarte Adelaars

### Spelers
- Hugo Almeida
- Mehmet Aurélio
- Demba Ba
- Ryan Babel
- Emre Bilgin
- Uğur Boral
- John Carew
- Les Ferdinand
- Mario Gomez
- Guti
- Ciro Immobile
- Juanfran
- Nihat Kahveci
- Orkun Kökçü
- Egemen Korkmaz
- İlhan Mansız
- João Mário
- Gary Medel
- Tümer Metin
- Alvaro Negredo
- Mert Nobre
- Alpay Özalan
- Oğuzhan Özyakup
- Mustafa Pektemek
- Pepe
- Ricardo Quaresma
- Milot Rashica
- Rüştü Reçber
- Ertuğrul Sağlam
- Olcay Şahan
- Rafa Silva
- Simão
- José Ernesto Sosa
- Jonas Svensson
- Fatih Tekke
- İbrahim Toraman
- Cenk Tosun
- İbrahim Üzülmez
- Wout Weghorst
- Sergen Yalçın
- Burak Yılmaz

### Trainers
- Slaven Bilić
- Vicente del Bosque
- Giovanni van Bronckhorst
- Christoph Daum
- Şenol Güneş
- Valérien Ismaël
- Mircea Lucescu
- Fernando Santos
- John Toshack

## Trivia
- Beşiktaş is een omnisportvereniging met behalve voetbal ook afdelingen voor atletiek, basketbal, boksen, bridge, e-sport, gymnastiek, handbal, motorsport, schaken, roeien, rolstoelbasketbal, tafeltennis, volleybal en worstelen.